# Hypogrammodes subocellata
Hypogrammodes subocellata är en fjärilsart som beskrevs av William Schaus 1906. Hypogrammodes subocellata ingår i släktet Hypogrammodes och familjen nattflyn. Inga underarter finns listade i Catalogue of Life.